# Sita Sings the Blues

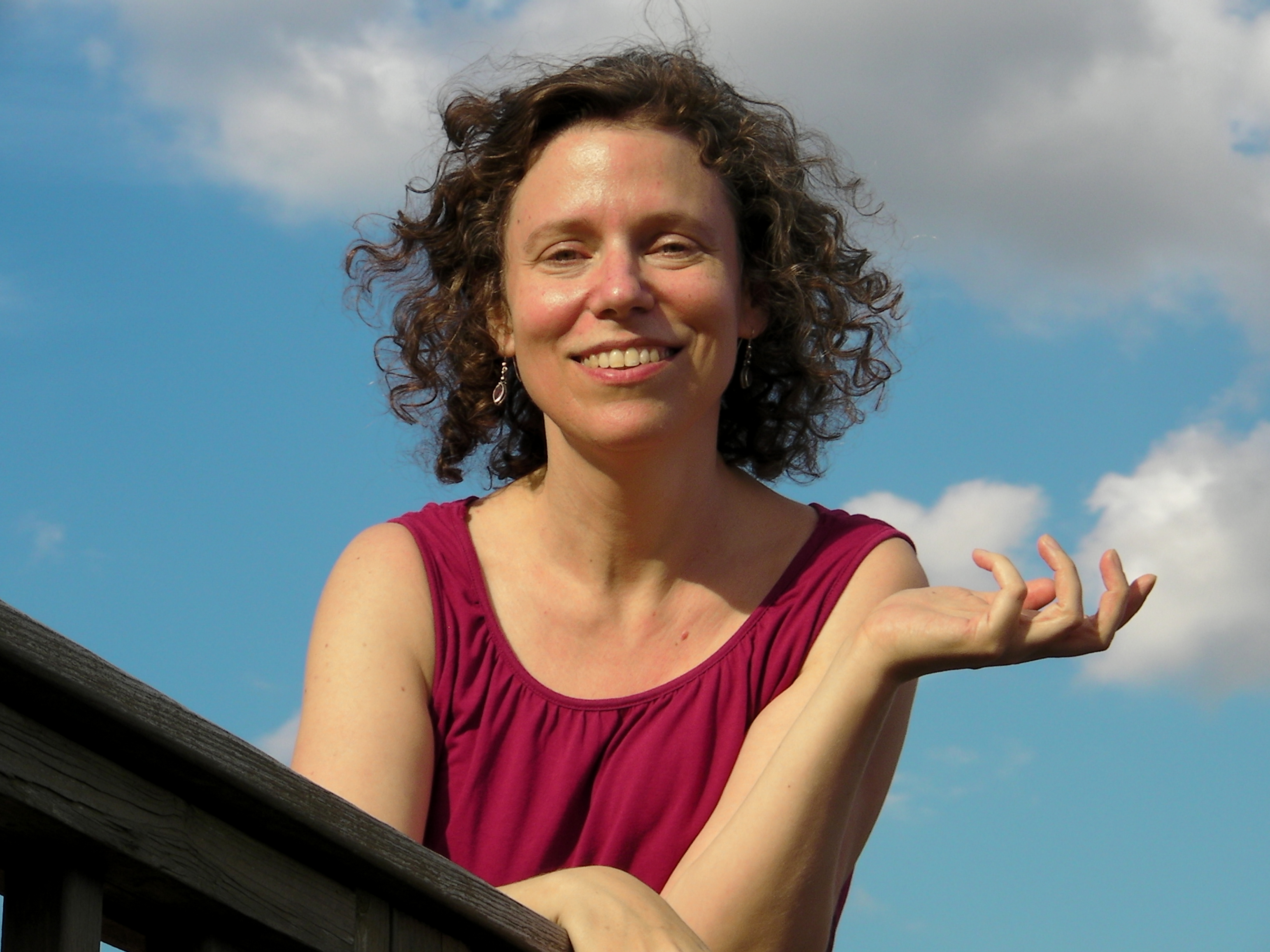
Nina Paley

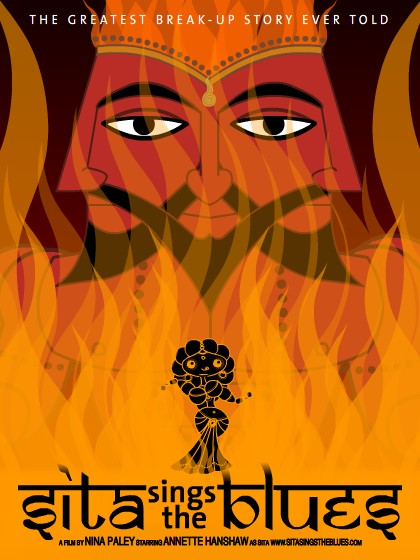
Poszter

A Sita Sings the Blues egy 2008-ban bemutatott egész estés animációs film.
A film az ókori indiai eposz, a Rámájana animációs feldolgozása Annette Hanshaw 20-as évekbeli dizőz hangfelvételeinek szerves felhasználásával.
A szerző női szemszögből mesél. A történet kiegészül egy mai korban játszódó, magánéleti ihletésű szállal. A film sűrű meséjében és látványvilágában következetesen egymásra utal a Rámájana kötelességtudó nőalakja a modern női sorssal. Mindkét szálon a férj elhagyja feleségét. A jelenünkben játszódó cselekménynek is van köze Indiához: az amerikai férj a szakítás előtt ott vállal munkát.
A film sziporkázóan szellemes és szórakoztató, grafikája és animációja tehetségesen igényes. Ezt értékelte a legfontosabb animációs filmfesztivál nagydíja (Annecy 2008).
A film szabad szoftverekkel készült és szabadon letölthető az internetről (Creative Commons licenc).
Címe feltehetően utalás Billie Holiday önéletrajzi könyvére (Lady Sings the Blues).
A Sita Sings the Blues igazi posztmodern és posztkoloniális csemege: a különböző kulturális rétegeket, az indiai szent szöveget és amerikai bluest, Bollywoodot és Betty Boopot vegyítő film egy hibrid szerelmi történetet alkot, melynek erénye nem a mese ill. mesék eredetisége, hanem ezeknek a vegyes tartalmaknak és motívumoknak – vállaltan és hangsúlyozottan szubjektív – egymásba szövése mind narratív, mind képi szinten.

## Díjak
- Berlinale (Berlini Nemzetközi Filmfesztivál), Feb. 2008, Crystal Bear - Special Mention, Gen-14+
- Annecy, June 2008, Cristal grand prix for best feature film Archiválva 2010. december 3-i dátummal a Wayback Machine-ben, France
- Avignon, June 2008, Prix Tournage for Best American Feature Film Archiválva 2009. április 2-i dátummal a Wayback Machine-ben, France
- Athens International Film Festival, Sept. 2008, Best Script Award, Greece
- Ottawa International Animation Festival, Sept. 2008, Honorable Mention for Best Animated Feature Archiválva 2009. szeptember 30-i dátummal a Wayback Machine-ben, Canada
- Montreal's Festival du nouveau cinéma, Oct. 2008, Grand Prix Z Télé, Grand Prize chosen by the public, Canada
- Expotoons, Oct. 2008, "First Mention" (runner-up), Feature Films, Buenos Aires, Argentína

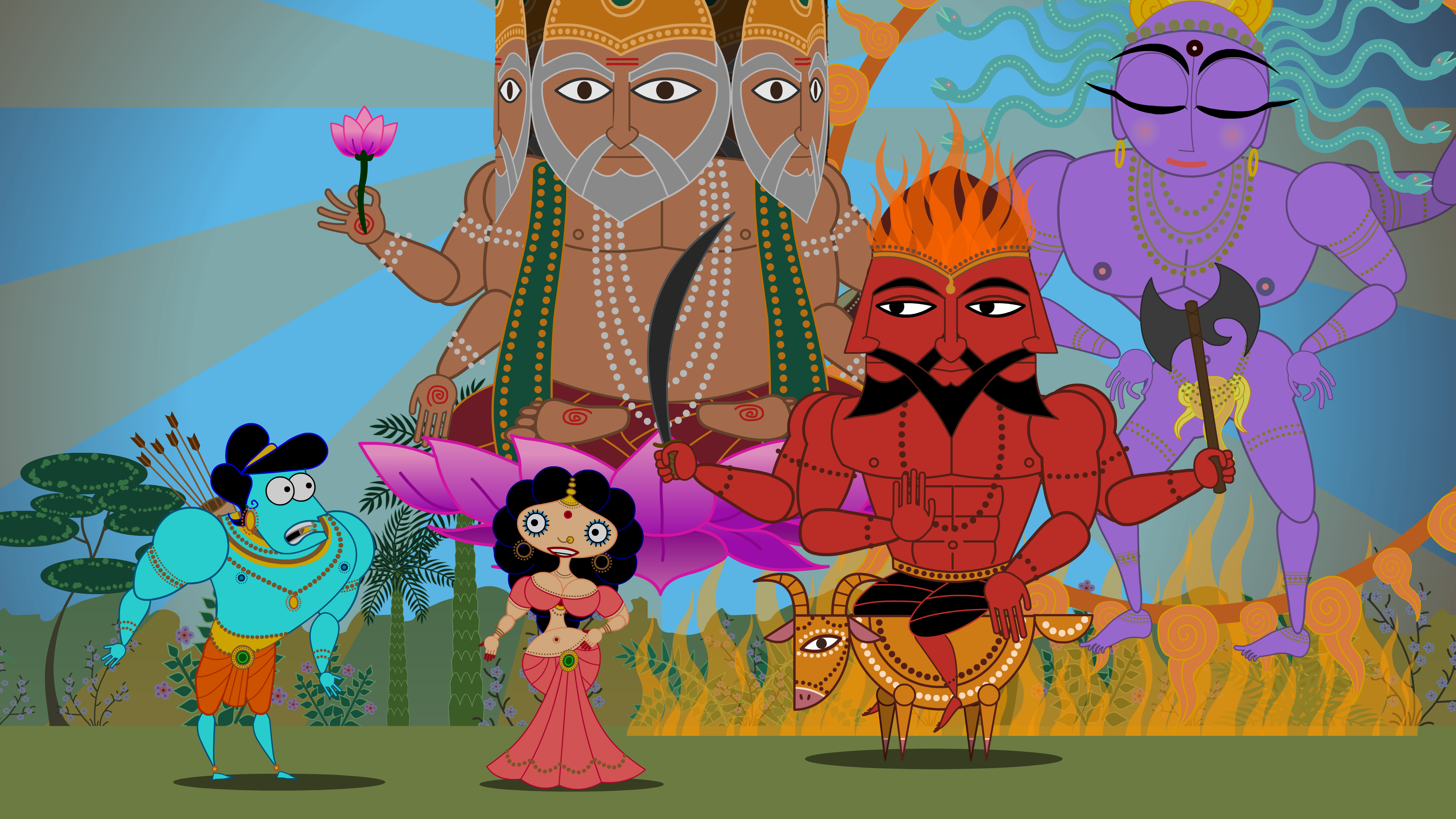

- Leeds International Film Festival, Nov. 2008, Golden Owl Competition – Special Mention, UK
- Asheville Film Festival, Nov. 2008, Runner-up, Best Feature, Fiction, NC, USA
- Starz Denver Film Festival, Nov 2008, Fox 31 Emerging Filmmaker Award, CO, USA
- Gotham Independent Film Awards, Dec 2008, Best Film Not Playing at a Theater Near You Archiválva 2021. január 7-i dátummal a Wayback Machine-ben, NYC, NY, USA
- Les Nuits Magiques, Dec 2008, Audience Award for Best Feature Film, Begles, France
- Santa Fe Film Festival, Dec 2008, Best Animation, NM, USA
- Boulder International Film Festival, Feb 2009, Best Animated Film, CO, USA
- Film Independent’s Spirit Awards, Feb 2009, Nominee, Acura Someone to Watch Award, Los Angeles, CA, USA
- Fargo Film Festival, March 2009, Ruth Landfield Award and Honorable Mention, Best Animation, ND, USA
- Festival MONSTRA, March 2009 Jury’s Special Prize, Lisbon, Portugal
- Cairo International Film Festival for Children, March 2009, Jury’s Special Mention, Cairo, Egypt
- Tiburon International Film Festival, March 2009, Best Animation, Tiburon, CA, USA
- Big Cartoon Festival, March 2009, Grand Prix Sirin, Krasnoyarsk, Russia
- ANIMABASAURI5-ANIMABASQUE, March 2009, Jury Special Award, Bilbao, Spain
- Akron Film Festival, April 2009, Best Feature Film, Akron, OH, USA
- Philadelphia CineFest, April 2009, Archie Award for Best First Time Director, Philadelphia, PA, USA
- Salem Film Festival, April 2009, Grand Jury Award Archiválva 2012. február 24-i dátummal a Wayback Machine-ben, Salem, OR, USA
- Indian Film Festival of Los Angeles, April 2009, Jury Award for Best Narrative Feature, Los Angeles CA, USA
- Talking Pictures Festival, May 2009, Best Animated Film, Evanston, IL, USA
- Connecticut Film Festival, June 2009, Best Animated Film[halott link], Danbury, CT, USA
- Festival Internacional de Cine DerHumALC, June 2009, Signis Award, Best Film of the Official Competition, Buenos Aires, Argentína